# Apristurus investigatoris
 Apristurus investigatoris és un peix de la família dels esciliorrínids i de l'ordre dels carcariniformes.

## Morfologia
Els mascles poden arribar als 26 cm de longitud total.

## Reproducció
És ovípar.

## Distribució geogràfica
Es troba a les costes del Mar d'Andaman.